# Johann Carolus

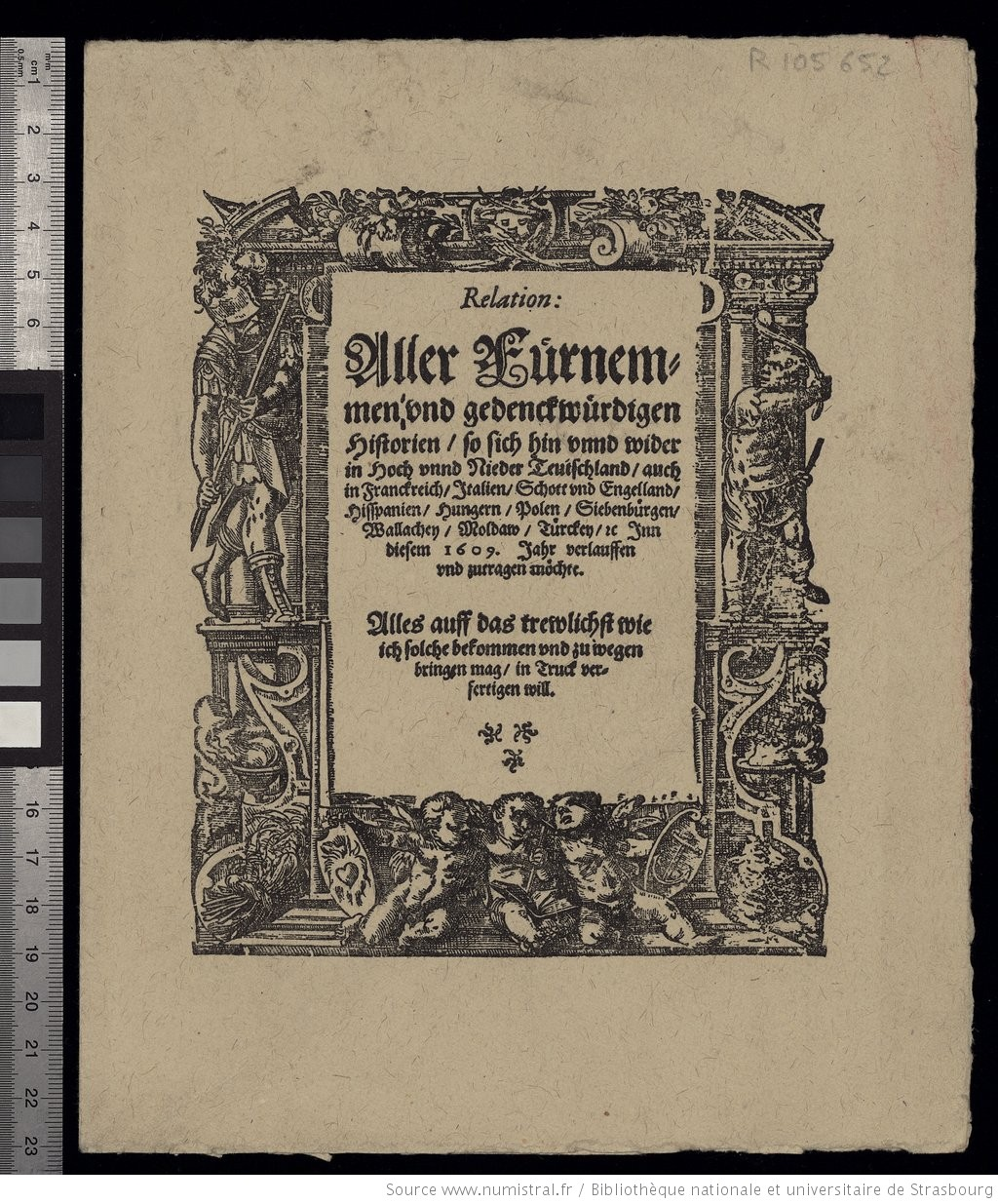
Título do jornal Relation de 1609

Johann Carolus (1575 - 1634), é conhecido como o primeiro a imprimir um jornal no mundo, chamado de Relation aller Fürnemmen und gedenckwürdigen Historien. O fato é reconhecido pela Associação Mundial de Jornais, bem como por muitos outros autores, de que esse jornal é o primeiro do mundo. O jornal foi publicado na língua alemã, em Estrasburgo, cuja cidade era conhecida como uma cidade imperial livre, no Sacro Império Romano.

## Considerações
Em 2005, a Associação Mundial de Jornais aceitou as evidências de que o panfleto de Carolus, foi impresso no ano de 1605, e não em 1609, como se pensava anteriormente. Uma descoberta ocorrida no Arquivo Municipal de Estrasburgo, na década de 1980, pode ser a comprovação do nascimento do jornal.
Se a definição de jornal, é definida pelos critérios funcionais da publicidade, seriedade, periodicidade, realidade e também por uma série de assuntos atuais, publicados regularmente, e em intervalos curtos para se manter atualizado sobre as noticias ocorridas, então o Relation aller Fürnemmen und gedenckwürdigen Historien, foi o primeiro jornal europeu. Mas o historiador inglês Stanley Morison, utilizando critérios de formato, em vez de função, declarou que a classificação do jornal em questão deve ser a de um livro de noticias, por causa do formato e as características de um livro. Já a impressão denominado um quarto de tamanho, geralmente usados por jornais, cujas características é os textos em colunas e larguras definidas, não era presente no Relation. Por estas definições, o primeiro jornal do mundo é  o Dutch Courante uyt Italien, Duytslandt, &c. de 1618, e pelas mesmas definições não se pode considerar as outras publicações de noticias em Alemão, Inglês, Frances ou italiano como jornais, pois só as publicações realizadas  na primeira metade do século 17, podem ser considerados jornais.